# ProGEO
ProGEO, The European Association for the conservation of the Geological Heritage, är en europeisk organisation vars huvudsyfte är att sprida kunskap och arbeta för den del av naturvården som ser till geologiska naturvärden.